# Kodeks zbrodni
Kodeks zbrodni (ang. No Code of Conduct) – amerykański thriller z 1998 roku w reżyserii Breta Michaelsa.

## Opis fabuły
Dwaj policjanci, Jake Peterson i Paul DeLucca, natrafiają na trop gigantycznego transportu heroiny. Narkotyki są przemycane z Meksyku do Stanów Zjednoczonych. Dowody wskazują, że w nielegalny handel środkami odurzającymi są zamieszani przedstawiciele władzy oraz amerykańscy stróże prawa. W grę wchodzą ogromne pieniądze. Badającym sprawę detektywom grozi teraz śmiertelne niebezpieczeństwo. Na szczęście ich sprawą interesuje się kapitan Bill Peterson. Jest to tajny agent, który tropi przestępstwa w środowisku policjantów. Jako jedyny może wybawić Petersona i DeLuccę z opresji.

## Obsada
- Charles Sheen jako Jake Peterson
- Martin Sheen jako Bill Peterson
- Mark Dacascos jako Paul DeLucca Faraci
- Joe Estevez jako Pappy
- Bret Michaels jako Frank "Shane" Fields
- Tina Nguyen jako Shi
- Paul Gleason jako John Bagwell
- Ron Masak jako Julian Disanto
- Joe Lando jako Willdog
- Courtney Gains jako Cameron
- Meredith Salenger jako Rebecca Peterson